# Anime salve - Il concerto 1997
Anime salve - Il concerto 1997 è un album live di Fabrizio De André pubblicato postumo nel 2012 in edicola e facente parte delle uscite del box-set I concerti.

## Tracce

### CD1
1. Princesa
2. Khorakhanè (A forza di essere vento) (con Luvi De André)
3. Anime salve (con Cristiano De André)
4. Elogio della solitudine (parlato)
5. Presentazione Dolcenera (parlato)
6. Dolcenera
7. Le acciughe fanno il pallone
8. Presentazione Disamistade (parlato)
9. Disamistade
10. A Cumba (con Cristiano De André)
11. Ho visto Nina volare
12. Presentazione Smisurata preghiera (parlato)
13. Smisurata preghiera
14. Canzoni al pesto (parlato)
15. Crêuza de mä
16. Jamin-à

### CD2
1. Presentazione di Cristiano De André (parlato)
2. Invincibili (voce di Cristiano De André)
3. Presentazione Cose che dimentico (parlato di Cristiano De André)
4. Cose che dimentico (voce Cristiano De André)
5. Canzoni storiche (parlato)
6. Bocca di Rosa
7. Via del Campo
8. Megù megùn
9. Presentazione band (parlato)
10. Presentazione Sinàn Capudàn Pascià (parlato)
11. Sinàn Capudàn Pascià
12. Hotel Supramonte
13. Don Raffaè
14. Andrea
15. La canzone di Marinella
16. Fiume Sand Creek

## Registrazioni
Le registrazioni dell'album sono tratte dai concerti al Palasport di Montichiari, Treviglio, Firenze e Napoli. del 1997.